# Chloroclystis chlorocampsis
Pasiphilodes chlorocampsis là một loài bướm đêm trong họ Geometridae.